# In Arcadia
In Arcadia è un cortometraggio muto del 1916 diretto da Cortland Van Deusen.

## Produzione
Il film fu prodotto dalla Vitagraph Company of America.

## Distribuzione
Distribuito dalla General Film Company, il film - un cortometraggio in una bobina - uscì nelle sale cinematografiche statunitensi il 18 febbraio 1916.